# ادسون سیلوا (بازیکن فوتبال، زاده ۱۹۸۶)
ادسون سیلوا (انگلیسی: Edson Silva؛ زادهٔ ۹ مهٔ ۱۹۸۶) بازیکن فوتبال اهل برزیل است.
از باشگاه‌هایی که در آن بازی کرده‌است می‌توان به باشگاه فوتبال بوتافوگو، باشگاه فوتبال سائو پائولو، باشگاه ورزشی فورتالزا، باشگاه فوتبال ستاره سرخ بلگراد، و باشگاه فوتبال فیگیرنسه اشاره کرد.